# Glyn Edmund Daniel
Glyn Edmund Daniel FBA FRAI (23 d'abril de 1914 – 13 de desembre de 1986) va ser un científic i arqueòleg gal·lès que va ensenyar a la Universitat de Cambridge, on es va especialitzar en el Neolític europeu. Va ser nomenat professor d'arqueologia de Disney el 1974 i va editar la revista acadèmica Antiquity de 1958 a 1985. A més dels primers esforços per popularitzar l'estudi arqueològic i l'antiguitat a la ràdio i a la televisió, va editar diversos estudis populars sobre aquesta temàtica. També va publicar literatura de misteris amb el pseudònim de Dilwyn Rees .

## Primers anys i educació
Daniel va néixer a Lampeter Velfrey, Pembrokeshire, un petit poble entre Narberth i Whitland, al sud-oest de Gal·les, com a fill únic. El seu pare, John Daniel, era el mestre d'escola del poble. Quan Glyn Daniel tenia cinc anys es va traslladar amb els seus pares a Llantwit Major, a la vall de Glamorgan. Va fer d'assistent a l'escola per a nois del comtat de Barry, a Barry, on la seva habilitat acadèmica li va portar a rebre una beca estatal (que li va permetre anar a la Universitat de Cambridge) i una beca del comtat de Glamorgan, el 1931. La beca del comtat de Glamorgan va permetre a Glyn Daniel estudiar geologia a la Universitat de Cardiff i aprendre a tocar l'orgue d'església a la Catedral de Llandaff durant un any. El 1932, va ingressar al St John's College de Cambridge, inicialment com a lector de geografia, i després d'arqueologia i d'antropologia. Es va graduar amb un títol d'honor de primera classe amb distinció i va romandre a St John's durant la resta de la seva carrera acadèmica.

## Segona Guerra Mundial
Durant la Segona Guerra Mundial, Daniel va aplicar el seu talent a la interpretació de llocs arqueològics mitjançant la tècnica de la fotografia aèria, treballant per a la unitat de reconeixement fotogràfic aeri de la RAF, a la RAF Medmenham. Va examinar i analitzar fotografies del territori enemic. El 1942, Daniel va ser enviat a l'Índia per dirigir la Secció Central d'Interpretació Fotogràfica a Delhi, un mini-Medmenham per a la conquesta japonesa del sud-est asiàtic, aconseguint finalment el rang de Comandant d'Ala. Un any després de la guerra, Daniel es va casar amb un dels seus oficials de la WAAF, Ruth Langhorne.

## Carrera

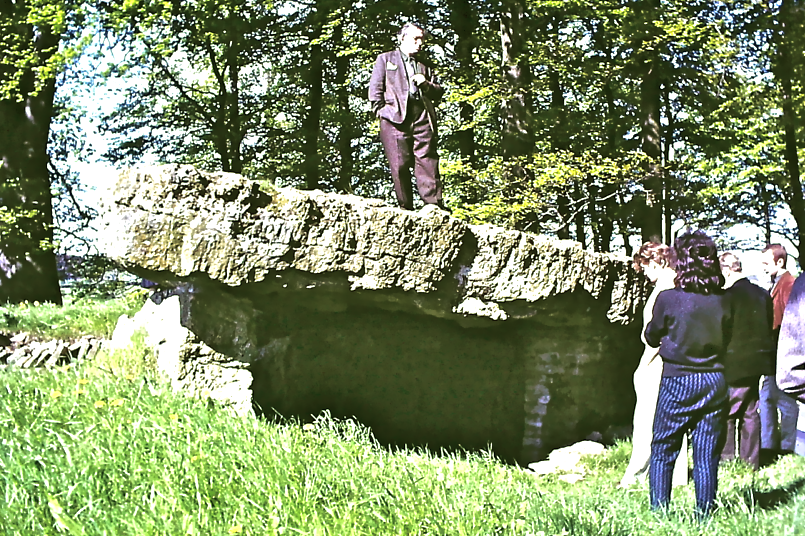
Glyn Daniel a la tomba de cambra Tinkinswood, el 1963, parlant amb estudiants de la Universitat de Cambridge

Després de la guerra, Daniel va tornar a Cambridge per reprendre la seva vida acadèmica. En els anys 1954-56, va presentar el programa d'arqueologia de la BBC Buried Treasure, que va comptar amb convidats com Kathleen Kenyon, Sir Mortimer Wheeler i l'actriu Noelle Middleton. Es va convertir en professor d'arqueologia de Disney, el 1974. De 1958 a 1985, va ser editor de la revista acadèmica Antiquity . El seu principal tema d'estudi van ser les tombes de cambra del neolític, encara que també va escriure llibres sobre la història de l'arqueologia i del pensament arqueològic.
Daniel va aparèixer a la televisió. Va ser l'amfitrió, sovint amb Sir Mortimer Wheeler com a convidat, del programa de jocs Animal, Vegetable, Mineral?. Va ser nomenat Personalitat de l'Any a la televisió el 1955. El 1981, va aparèixer com a convidat a Desert Island Discs. Va editar nombrosos estudis populars sobre jaciments i cultures arqueològiques.
Va morir a Cambridge. El McDonald Institute, de la Universitat de Cambridge va posar el seu nom al Glyn Daniel Laboratory for Archaeogenetics, en la seva memòria.

## Treballs acadèmics
- The Megalith Builders of Western Europe (1958),[11] (edició pbk de 1963, ASIN B0000CLTFM )
- The Prehistoric Chamber Tombs of France (1960),[12]
- 150 Years of Archaeology (1976), i
- diversos articles en revistes arqueològiques.
- La seva obra més accessible per al gran públic és The Idea of Prehistory (1962), actualitzada posteriorment en col·laboració amb Colin Renfrew, Edinburgh University Press, 1988.

## Ficció detectivesca
Daniel va publicar dues novel·les de literatura policíaca. The Cambridge Murders (1945) va ser publicada amb el pseudònim de Dilwyn Rees, i posteriorment republicada, el 1965, per Penguin Books, amb el seu propi nom. Welcome Death es va publicar, amb el seu propi nom, el 1954. El detectiu d'ambdues novel·les és Sir Richard Cherrington, un arqueòleg eminent però una mica excèntric, que és el vicepresident del Fisher College. Un obituari de Daniel, de Norman Hammond, a l' American Antiquity suggereix que Sir Richard era basat "de manera transparent en la figura de Mortimer Wheeler".